# Margarita Horbach

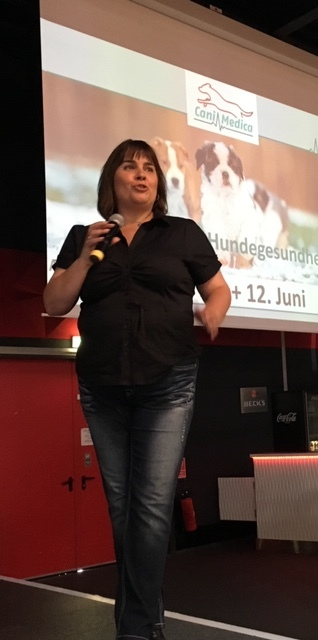
Margarita Horbach bei der Moderation der CaniMedica 2018

Margarita Horbach (* 1965 in Siegburg, Rhein-Sieg-Kreis) ist eine deutsche Moderatorin, Filmschauspielerin und Regisseurin.

## Leben
Margarita Horbach wurde in Siegburg im Rheinland geboren. Nach ihrer schulischen Laufbahn schlug sie zunächst einen nicht-künstlerischen Bildungsweg ein und begann ein Studium der Verwaltungswissenschaften an der Fachhochschule Dieburg.
Schon während des Studiums sammelte Margarita Horbach erste Erfahrungen bei der Moderation von Modenschauen, Events und Roadshows. Bei einem dieser Auftritte wurde auch das Fernsehen auf sie aufmerksam und es folgten die ersten kleinen Rollen für RTL-Produktionen wie Ritas Welt oder SK Kölsch. Anfang 2000 entschied Margarita Horbach sich schließlich komplett für den medialen Berufsweg und war besonders als (Co-)Moderatorin bei mehreren deutschen Teleshopping-Sendern aktiv. Weitere Auftritte waren in Werbespots und als Plus-Size-Model.
Seit 2007 ist Margarita Horbach für „Citythriller“ tätig. Bei diesem interaktiven Krimi-Spiel schlüpft sie in verschiedene Rollen und gibt als Schauspielerin den Spielenden Hinweise zu Alibis und Tatverdächtigen und hilft ihnen so, einen fiktiven Mordfall zu lösen. Seit 2017 führt sie zudem Regie bei Citythriller.

## Filmografie (Auswahl)
- 1993: Menschen mit Herz (SWR)
- 1998: Veronas Welt (RTL)
- 1998: Quatsch dich reich – Koslars Comedy Talk (VOX)
- 1999: Die Singlefalle – Liebesspiele bis in den Tod (RTL)
- 1999: Ritas Welt (RTL)
- 2002: Axel! (SAT. 1)
- 2003: Blitz (SAT. 1)
- 2003: Dr. Verena Breitenbach
- 2004: SK Kölsch (SAT.1)
- 2004: Lenßen & Partner (SAT. 1)
- 2005: Sag die Wahrheit (SWR)
- 2005: Paare (SAT. 1)
- 2006: Alles Atze (RTL)
- 2006: Weibsbilder (SAT. 1)
- 2007: Anwälte der Toten (RTL)
- 2008: Schlaflos
- 2008: Die Comedy-Falle (SAT.1)
- 2008: Switch reloaded (ProSieben)
- 2009–2018: Unter uns (RTL)
- 2010–2014: Verbotene Liebe (ARD)
- 2011: Verstehen Sie Spaß? (ARD, ORF, SWR)
- 2011: Alles was zählt (RTL)
- 2012: Hirschhausens Quiz des Menschen (WDR)
- 2012: Schwerstarbeit für Schutzengel (VOX)
- 2012: Die Geldeintreiber – Gnadenlos gerecht (kabel eins)
- 2013: Zugriff – Jede Sekunde zählt (RTL 2)
- 2013: Stern TV (RTL)
- 2016: Verdächtig! Knopf & Team übernehmen (SAT. 1)
- 2017: Unter Uns (Folge 5911 und 5912, RTL)
- 2019: Sag die Wahrheit (SWR)
- 2021: Meine Mutter und plötzlich auch mein Vater (ARD)
- 2021: Do´s and Donuts (Kurzfilm)
- 2021: Gefährliche Nähe (TVNOW)
- 2021: Studio Schmitt (ZDF neo)
- 2021: True Crime (WDR)
- 2022: Meine Mutter gibt es doppelt (ARD)
- 2022: Meine Mutter raubt die Braut (ARD)
- 2023: Eher fliegen hier UFOs (WDR)
- 2024: heute-show (ZDF)
- 2024: Notruf (SAT.1)
- 2025: Die Landarztpraxis (SAT.1)